# ولی جان صابری
ولی جان صابری (زاده: ۱۳۵۸ ولسوالی واشیر، ولایت هلمند) سیاست‌مدار افغانستانی و نماینده مردم هلمند در دوره پانزدهم مجلس نمایندگان افغانستان است.

## زندگی‌نامه
ولی جان صابری متولد ۱۳۵۸ از ولسوالی واشیر ولایت هلمند افغانستان است. وی دارای مدرک تحصیلی بکلوریا/دیپلم است.